# Jonathan Leko
Jonathan Leko (Kinshasa, 24 aprile 1999) è un calciatore inglese, nato nella Repubblica Democratica del Congo, attaccante o ala del MK Dons.

## Carriera

### Club
Ha giocato nella prima e nella seconda divisione inglese.

### Nazionale
Ha giocato nelle nazionali giovanili inglesi Under-16, Under-17, Under-18, Under-19 ed Under-20.

## Statistiche

### Presenze e reti nei club
Statistiche aggiornate al 4 marzo 2020.
| Stagione             | Squadra              | Campionato           | Campionato | Campionato | Coppe nazionali | Coppe nazionali | Coppe nazionali | Coppe continentali | Coppe continentali | Coppe continentali | Altre coppe | Altre coppe | Altre coppe | Totale | Totale |
| Stagione             | Squadra              | Comp                 | Pres       | Reti       | Comp            | Pres            | Reti            | Comp               | Pres               | Reti               | Comp        | Pres        | Reti        | Pres   | Reti   |
| -------------------- | -------------------- | -------------------- | ---------- | ---------- | --------------- | --------------- | --------------- | ------------------ | ------------------ | ------------------ | ----------- | ----------- | ----------- | ------ | ------ |
| 2015-2016            | West Bromwich        | PL                   | 5          | 0          | FACup+CdL       | 0+1             | 0               |                    | -                  | -                  |             | -           | -           | 6      | 0      |
| 2016-2017            | West Bromwich        | PL                   | 9          | 0          | FACup+CdL       | 0+0             | 0               |                    | -                  | -                  |             | -           | -           | 9      | 0      |
| ago. 2017            | West Bromwich        | PL                   | 0          | 0          | FACup+CdL       | 0+1             | 0               |                    | -                  | -                  |             | -           | -           | 1      | 0      |
| ago. 2017-gen. 2018  | Bristol City         | FLC                  | 11         | 0          | FACup+CdL       | 0+0             | 0               |                    | -                  | -                  |             | -           | -           | 11     | 0      |
| 2018-2019            | West Bromwich        | FLC                  | 2+1        | 0          | FACup+CdL       | 2+2             | 0+1             |                    | -                  | -                  |             | -           | -           | 7      | 1      |
| Totale West Bromwich | Totale West Bromwich | Totale West Bromwich | 16+1       | 0          |                 | 6               | 1               |                    | -                  | -                  |             | -           | -           | 23     | 1      |
| 2019-gen. 2020       | Reading              | FLC                  | 21         | 5          | FACup+CdL       | 0+0             | 0               |                    | -                  | -                  |             | -           | -           | 21     | 5      |
| Totale carriera      | Totale carriera      | Totale carriera      | 48+1       | 5          |                 | 6               | 1               |                    | -                  | -                  |             | -           | -           | 55     | 6      |